# Albert Bousser
Albert Bousser (* 8. Februar 1906 in Alzingen; † 2. Mai 1995 in Luxemburg) war ein Luxemburger Politiker der LSAP.

## Leben
Bousser studierte in der Pariser École du génie civil. Nach seinem Studium wurde er Inspecteur divisionnaire technique bei der Eisenbahngesellschaft CFL. Schon früh war er für den Landesverband FNCTTFEL aktiv. Von 1945 bis 1954 war er Sekretär und von 1954 an Präsident der Gewerkschaft; diese Position übte er bis 1964 aus.
1946 wurde er erstmals als Deputierter in die Chamber gewählt. Er blieb bis 1964 Deputierter. Von 1950 bis 1951 war er im Gemeinderat der Stadt Luxemburg tätig, und von 1952 bis 1954 dann Präsident der LSAP.
Nach seinem Umzug auf den Houwald war er Bürgermeister von Hesperingen. Am 17. Juli 1964 wurde er Bau- und Verkehrsminister.
Von 1970 bis 1974 war er im Gemeinderat von Hesperingen und von 1976 bis 1979 Schäffen. 1971 hatte sich Bousser der von der LSAP abgespaltenen Sozialdemokratischen Partei angeschlossen. 1974 wurde er wieder in die Chamber gewählt und war bis 1979 Volksvertreter. Albert Bousser starb am 2. Mai 1995 im Alter von 89 Jahren.